# 戈佐地区
戈佐地区，又称奥代什地区，是马耳他的6个地区之一，区府及最大市镇为维多利亚。该地区领土包括戈佐岛、科米诺岛以及附近的几座小岛（如科米诺托岛），领土范围与马耳他的六个统计区之一的戈佐-科米诺区相同，领土面积排在全国第三位。而该地区人口则不达四万人，人口总数及人口密度均排在全国倒数第一，并且该地区许多市镇的人口都不达千人。该地区并不与该国其他任何地区直接接壤，但与北部地区隔海相望，距离较近。
该地区建立于1993年，是马耳他最初三个地区之一，根据马耳他1993年颁布的《地方议会法》与另外两个地区——西北地区及东南地区一同建立。可是由于另外两个地区在2009年依照当年的第十六号法令被拆分为四个范围更小的地区，所以该地区现在为马耳他自设立地区以来唯一还保留原样的地区。
该地区主要市镇有维多利亚、艾因西莱姆等，四面临海，有许多风景优美的海湾。同时该地区也是现已坍塌的世界知名旅游地标“蓝窗”的所在地。

## 行政区划
该地区包括14个市镇：
- 丰塔纳
- 艾因西莱姆，该市镇包括了科米诺岛
- 阿尔卜
- 阿斯里
- 凯尔切姆
- 蒙沙尔
- 纳杜尔
- 加拉
- 圣劳伦斯
- 桑纳特
- 维多利亚（拉巴特），区府
- 沙拉
- 绍基亚
- 泽布季